# Vinay (Isère)
Vinay – miejscowość i gmina we Francji, w regionie Owernia-Rodan-Alpy, w departamencie Isère.
Według danych na rok 1990 gminę zamieszkiwało 3410 osób, a gęstość zaludnienia wynosiła 213 osób/km² (wśród 2880 gmin regionu Rodan-Alpy Vinay plasuje się na 258. miejscu pod względem liczby ludności, natomiast pod względem powierzchni na miejscu 714.).
Przez gminę przepływa rzeka Isère. 